# Wołyńskie Zjednoczenie Ukraińskie
Wołyńskie Zjednoczenie Ukraińskie (WUO) – ukraińska partia polityczna, założona w 1931 na Wołyniu, przy poparciu i pomocy wojewody wołyńskiego Henryka Józewskiego.
Ukraińcy zrzeszeni w tej organizacji wierzyli, że dzięki dobrym układom z rządem sanacyjnym mogą uzyskać znaczną autonomię lub też w przyszłości niepodległość Ukrainy. Wpływ tej partii był jednak niewielki, ograniczał się do terytorium Wołynia, partia ta funkcjonowała praktycznie tylko dzięki rządowemu poparciu. 
Z listy Bezpartyjnego Bloku Współpracy z Rządem partia zdobyła mandaty do Sejmu i Senatu.
Przewodniczącym WUO był do 1935 roku Petro Pewnyj, później Serhij Tymoszenko. Główni działacze partii to: Andrij Bratuń, Mykyta Bura, Mykoła Masłow, O. Kowałewśkyj, Stepan Skrypnyk, Nestor Chomiak.
Organem prasowym była „Ukrainśka Nywa”, a od 1936 roku „Wołynśke Słowo”.